# Commune 3
Commune 3 är en krets i Mali.   Den ligger i regionen Bamako, i den sydvästra delen av landet. Huvudstaden Bamako ligger i Commune 3.